# Nicolaea velina
Nicolaea velina is een vlinder uit de familie van de Lycaenidae. De wetenschappelijke naam van de soort werd als Thecla velina in 1868 gepubliceerd door William Chapman Hewitson.

## Synoniemen
- Thecla phobe Godman & Salvin, 1887